# Світлівське сільське поселення (Березовський район)
Світлі́вське сільське поселення (рос. Светловское сельское поселение) — сільське поселення у складі Березовського району Ханти-Мансійського автономного округу Тюменської області Росії.
Адміністративний центр та єдиний населений пункт — селище Світлий.
Населення сільського поселення становить 1267 осіб (2017; 1453 у 2010, 1566 у 2002).